# 弗林特鎮區 (伊利諾伊州派克縣)
弗林特鎮區（英語：Flint Township）是位於美國伊利諾伊州派克縣的一個行政鎮區。

## 地方資料
根據2010年美國人口普查的數據，弗林特鎮區的面積為41.90平方千米，當中陸地面積為39.70平方千米，而水域面積為2.20平方千米。當地共有人口183人，而人口密度為每平方千米4.37人。